# Полайн
«Полайн» (англ. Poline) — многоцелевой сухогруз, затонувший в Японском море в ночь в 3 на 4 сентября 2014 года.

## Описание судна
Многоцелевой сухогруз типа Юрий Клементьев, проекта L-304, предназначенный для перевозки пакетного лесоматериала, целлюлозы, бумаги в рулонах, контейнеров, генеральных и навалочных грузов, угля. Водоизмещение судна составляло 4335 тонн, валовая вместимость — 2120 тонн, дедвейт — 2950 тонн, при этом длина судна составляла 82,5 метра, ширина — 12,78 метра, высота борта — 6,23 метра, а осадка — 5,42 метра. Размер трюма составлял 49,9 х 10,1 метра. Всего сухогруз был способен перевозить до 128 контейнеров из, них 96 на палубе и 32 в трюме. На судне был установлен четырёхтактный шестицилиндровый среднеоборотный дизельный двигатель с наддувом «6R32» производства фирмы «Wartsila-Vaasa» мощностью 2500 лошадиных сил. Максимальная скорость судна составляла 12,2 узлов. Судно было способно совершать плавания в автономном режиме до 30 суток, а экипаж мог включать от 10 до 15 человек.

## История

### История переименований судна
До 1 января 1984 года носил имя «Pohjola» после чего был переименован в «Brita Ragne», 1 января 1987 года переименован в «Britt Mari», 1 января 1988 года — в «Aldib», 1 января 1989 года — в «Baske», 1 января 1993 года — в «Stella Baltic», 1 января 1996 года — в «Marjola», 1 мая 2000 года — в «Eembothnia», 1 ноября 2000 года — «Marjola», 1 октября 2005 года был переименован в «Poline» и работал под флагом Белиза, с 27 марта 2010 года по 10 октября 2013 года работал под российским флагом под именем «Полайн», а с 10 октября с тем же именем под флагом Камбоджи.

### Гибель
1 сентября 2014 года теплоход под флагом Камбоджи с двумя тысячами тонн пиломатериалов на борту вышел из порта Пластун Приморского края и взял курс на Тайцанг в Китае. Экипаж судна состоял из 10 человек, 9 из которых были гражданами России и один — Украины. 3 сентября около 18:20 в нейтральных водах в зоне ответственности КНДР во время сильного шторма оказался в центре циклона и перевернулся. Члены экипажа теплохода, до того как судно перевернулось, успели перебраться на спасательные плоты, и большинство из них были подобраны подоспевшими на выручку судами, при этом второй помощник капитана А. Ю. Бурбин скончался на борту подобравшего его судна, старший помощник капитана О. В. Голиков пропал без вести, а капитан получил сильные обморожения. Пять членов экипажа были подняты на борт теплохода «Алдан», двое — на «Golden Shake» и двое — на «Hanjin New Port».
Спасательная операция началась сразу же после аварии, в спасательных работах приняли участие теплоход Сахалинского морского пароходства «Алдан», российский транспорт «Симферополь», южнокорейское судно «Golden Shake», китайский пароход «Hanjin New Port», патрульные корабли Береговой охраны Японии и Республики Корея. Одновременно с началом спасательной операции Дальневосточная транспортная прокуратура начала проверку исполнения портовыми службами требования законодательства при выдаче разрешения на отход судна, а компания-судовладелец пообещала выплатить компенсации семье погибшего моряка.
Пятеро из спасённых моряков, не нуждающиеся в медицинской помощи, 5 сентября в 9:00 были доставлены во Владивосток на судне «Алдан», а капитан теплохода, два члена экипажа и тело второго помощника в больницу города Пусана. В тот же день было найдено тело старшего помощника капитана О. В. Голикова, первоначально считавшегося пропавшим без вести.

### Экипаж судна
Во время аварии в состав экипажа теплохода входили:
1. Е. В. Голланд, 1956 года рождения, капитан теплохода.
2. О. В. Голиков, 1969 года рождения, старший помощник капитана.
3. А. Ю. Бурбин, 1966 года рождения, второй помощник капитана.
4. П. Г. Ремпель, 1959 года рождения, старший механик.
5. П. В. Стрельников, 1973 года рождения, второй механик.
6. А. В. Бахмацкий, 1985 года рождения, третий механик.
7. Ю. А. Атласов, 1955 года рождения, боцман.
8. А. А. Анищенко, 1980 года рождения, матрос.
9. О. Скрыпал, 1988 года рождения, матрос.
10. Л. С. Наделяева, 1957 года рождения, кок.